# کانگوروی مشت‌زن (فیلم ۱۸۹۵)
 کانگوروی مشت‌زن  عنوان فیلمی است آلمانی با ژانر مستند، صامت، سیاه و سفید و کوتاه به کارگردانی لوئیس لومیر. این فیلم محصول سال ۱۸۹۵ میلادی است.